# Réaumur, Vendée
Réaumur là một xã ở tỉnh Vendée trong vùng Pays de la Loire, Pháp. Xã này có diện tích 22,09 km², dân số năm 2006 là 779 người. Xã này nằm ở khu vực có độ cao từ 98-187 mét trên mực nước biển.

## Biến động dân số
| 1962                                        | 1968 | 1975 | 1982 | 1990 | 1999 | 2006 |
| ------------------------------------------- | ---- | ---- | ---- | ---- | ---- | ---- |
| 748                                         | 771  | 720  | 714  | 736  | 746  | 779  |
| Số liệu từ năm1962: Dân số không tính trùng |      |      |      |      |      |      |